# Station Courtalain - Saint-Pellerin
Station Courtalain — Saint-Pellerin is een spoorwegstation in de Franse gemeente Vald'Yerre.